# 六甲北有料道路

六甲北有料道路をふくめた阪神地域の主な有料道路

六甲北有料道路（ろっこうきたゆうりょうどうろ）は、神戸市の北部と三田市に位置する神戸三田国際公園都市と、神戸市中心部や阪神間を結ぶ有料道路。神戸市道路公社が管理。柳谷ランプ以北が地域高規格道路の計画路線に指定されている。別名「北神バイパス」。

## 概要

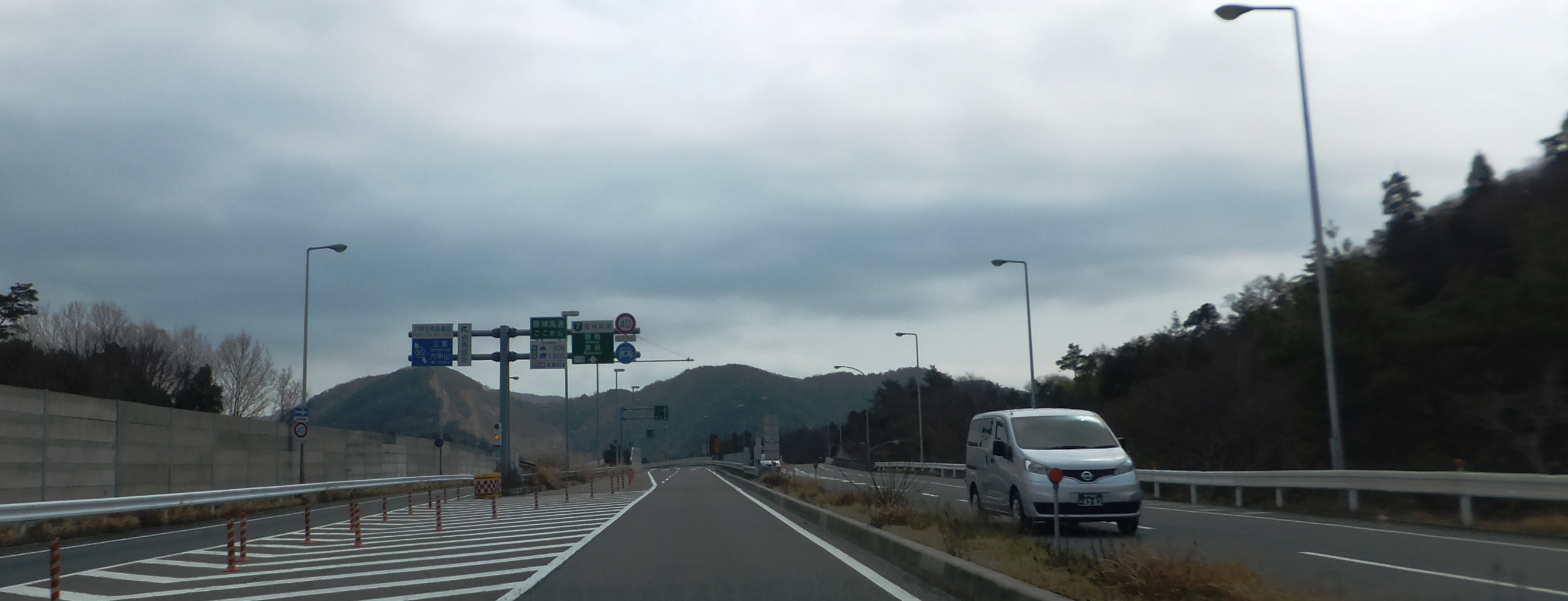
柳谷ジャンクション付近
神戸市北区有野町有野で撮影

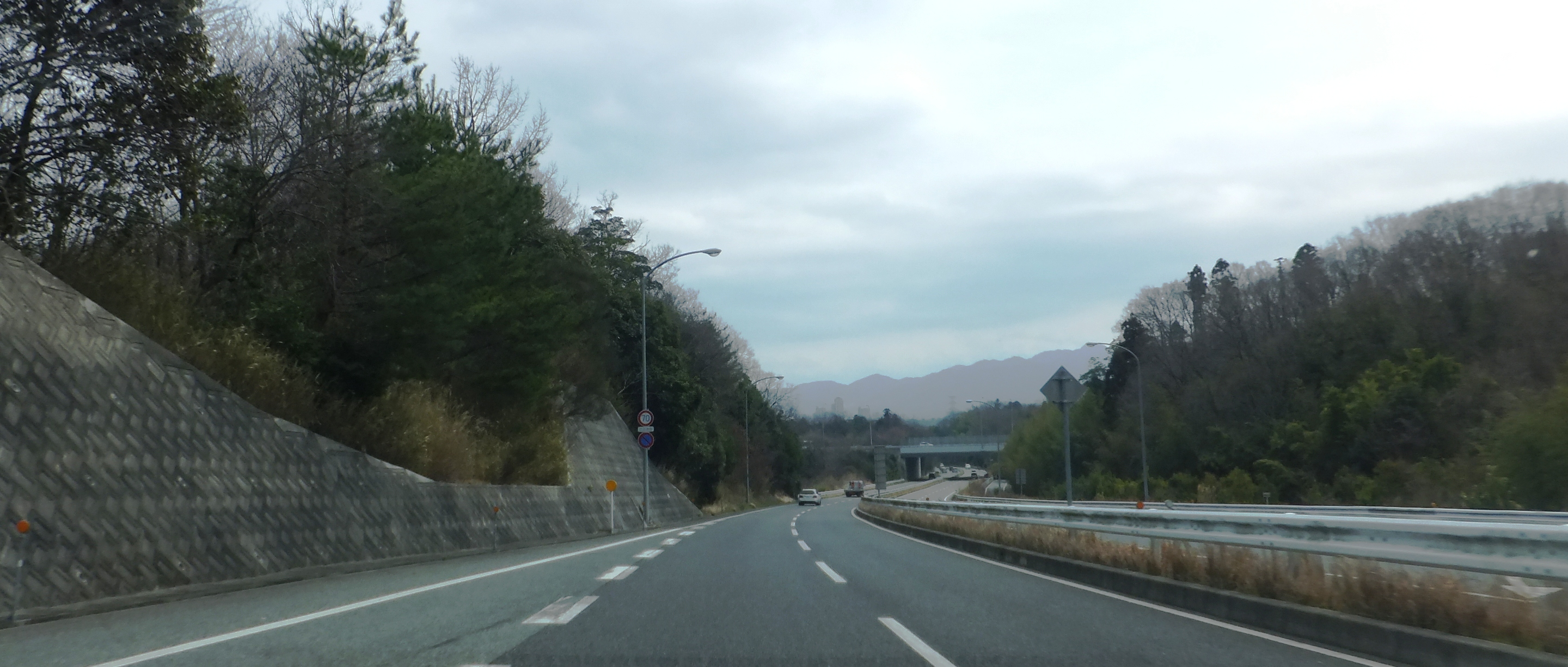
神戸北インターチェンジ付近
神戸市北区八多町上小名田で撮影

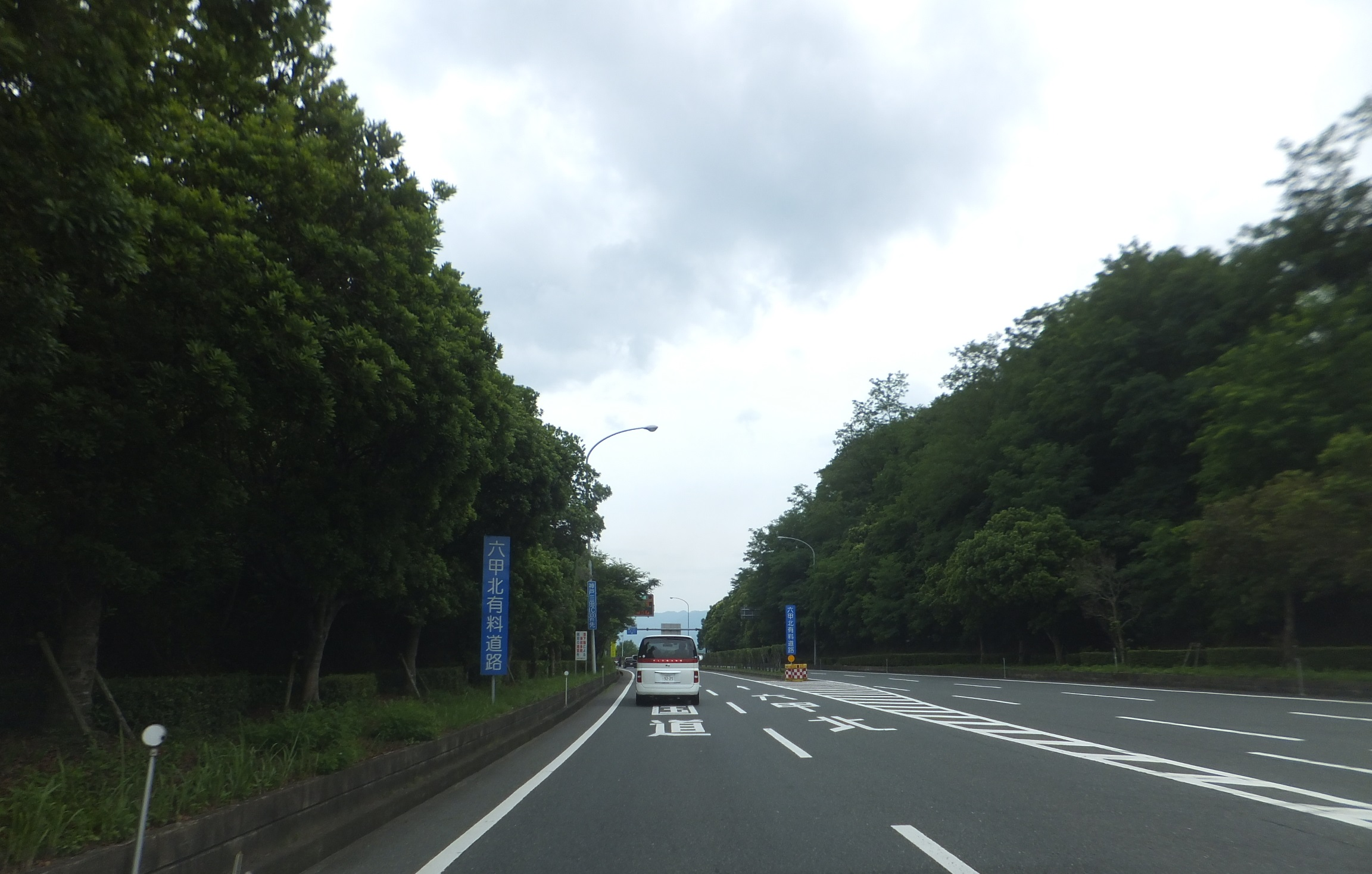
終点付近
神戸市北区長尾町上津で撮影

中国自動車道・山陽自動車道・阪神高速道路と接続し、兵庫県下において主要高速道路のハブ機能を担う。
自動車専用道路ではない（標識は青色）が、歩行者、自転車、原動機付自転車は通行禁止である。
全線でETCが利用可能である。
柳谷JCT - 大沢IC間が4車線、それ以外の区間は2車線である。神戸北IC - 大沢IC間（約1 km）は大沢IC近隣の神戸三田プレミアム・アウトレットおよびイオンモール神戸北への来場者のため休日を中心に渋滞が発生していたため、2016年度（平成28年度）から4車線への拡幅工事が行われ、2019年（平成31年）3月29日に4車線化された。
全線が兵庫県道95号灘三田線に認定されている。

### 路線データ
- 陸上距離：13.0 km（4車線区間6.3 km含む）[2]
- 起点：神戸市北区有野町唐櫃
- 終点：神戸市北区長尾町上津
- 車線数：2車線/4車線
- 幅員：8.0 m（4車線区間16.25 m）[2]
- 料金徴収期間：2038年（令和20年）7月2日まで[7]

## 沿革
- 1974年（昭和49年）3月：兵庫県道542号唐櫃三田線を認定。
- 1977年（昭和52年）1月19日：一期区間着工。
- 1983年（昭和58年）5月26日：一期区間（唐櫃 - 吉尾）開通。
- 1984年（昭和59年）12月5日：二期区間着工。
- 1990年（平成2年）4月16日：二期区間（吉尾 - 上津）開通。
- 1993年（平成5年）12月1日：兵庫県道95号灘三田線となる。
- 2002年（平成14年）6月1日 ： 六甲有料道路との料金プール制を導入。
- 2003年（平成15年）2月20日：柳谷料金所でETCサービス開始。
- 2004年（平成16年）3月24日：全料金所でETCサービス開始[8]。
- 2018年（平成30年）
  - 7月5日：平成30年7月豪雨で法面崩壊のため長尾ランプ - 神戸三田IC間 1.8 kmが通行止め[9]。
  - 10月15日：同区間南行きが通行止め解除[10]。
  - 11月15日：同区間北行きが通行止め解除[11]。
- 2019年（平成31年）3月29日：神戸北IC - 大沢IC間 1.1 kmが4車線化[6]。

## インターチェンジなど
- 路線名の特記がないものは市道。
- 凡例 JCT : ジャンクション、IC : インターチェンジ、TB : 本線料金所

| 施設名       | 接続路線名                        | 起点から (km) | 備考                                                                  | 所在地 |
| ------------ | --------------------------------- | ------------- | --------------------------------------------------------------------- | ------ |
| 六甲有料道路 |                                   |               |                                                                       |        |
| 唐櫃IC       | 県道15号神戸三田線 （有馬街道）   | 0.0           |                                                                       | 神戸市 |
| 有野TB       |                                   | 2.3           | 本線料金所と柳谷ランプの出入口料金所を併設                            | 神戸市 |
| 柳谷JCT/TB   | 阪神高速道路7号北神戸線           | 2.3           | 神戸三田IC方面のみ接続 料金所は六甲北有料道路と阪神高速道路の合併徴収 | 神戸市 |
| 柳谷ランプ   |                                   | 2.3           | 唐櫃IC方面出入口のみ                                                  | 神戸市 |
| 吉尾ランプ   | 県道82号大沢西宮線                | 5.8           |                                                                       | 神戸市 |
| 神戸北IC     | E2 山陽自動車道                   | 7.5           |                                                                       | 神戸市 |
| 大沢IC/TB    |                                   | 8.7           | 本線料金所併設                                                        | 神戸市 |
| 長尾ランプ   |                                   | 10.4          | 唐櫃IC方面出入口のみ                                                  | 神戸市 |
| 神戸三田IC   | E2A 中国自動車道 県道95号灘三田線 | 13.0          |                                                                       | 神戸市 |

## 通行料金
下記の5箇所の料金所で徴収する（単位：円、税込、2022年（令和4年）4月1日現在）。料金所を通過しない吉尾 - 神戸北のみの利用については無料である（山陽道の料金は別途必要）。
| 料金所               | 普通車 | 軽自動車 | 大型車（Ⅰ） | 大型車（Ⅱ） | 軽車両等 |
| -------------------- | ------ | -------- | ----------- | ----------- | -------- |
| 有野料金所（出入口） | 110    | 50       | 160         | 390         | 10       |
| 有野料金所（本線）   | 260    | 160      | 440         | 1,000       | 20       |
| 柳谷料金所           | 150    | 110      | 280         | 610         | —        |
| 大沢料金所（出入口） | 100    | 50       | 160         | 380         | 10       |
| 大沢料金所（本線）   | 160    | 110      | 260         | 590         | 10       |

柳谷JCTで六甲北有料道路から阪神高速道路7号北神戸線に走行する場合には柳谷料金所で阪神高速の通行料金も合わせて徴収される。

## 沿線施設
- 神戸三田国際公園都市
- 道の駅神戸フルーツ・フラワーパーク大沢
- 神戸三田プレミアム・アウトレット
- めんたいパーク神戸三田